# Pico da Antónia
Le Pico da Antónia est une montagne d'origine volcanique dans la serra de Pico da Antónia au Cap-Vert.

## Géographie
Le Pico da Antónia est le point culminant de l'île de Santiago.
La montagne est au tripoint des communes de São Salvador do Mundo, de São Lourenço dos Órgãos et de Ribeira Grande de Santiago. Au nord du sommet se trouve la source de la Ribeira de Pico da Antónia, un affluent de la Ribeira Seca.
La formation Pico da Antónia est d'origine volcanique et s'est formée il y a entre 3,3 et 2,3 millions d'années pendant le Plaisancien et le Gélasien.
Il est situé dans le parc naturel du Rui Vaz et Serra de Pico de Antónia.